# Шарко, Зинаида Максимовна
Зинаи́да Макси́мовна Шарко́ (14 мая 1929, Ростов-на-Дону — 4 августа 2016, Санкт-Петербург) — советская и российская актриса театра и кино; народная артистка РСФСР (1980), лауреат Международной премии имени К. С. Станиславского «За вклад в театральное искусство» (1997) и театральной премии «Золотая маска» (2013).
В течение нескольких десятилетий, при Георгии Товстоногове, Зинаида Шарко была одной из ведущих актрис Большого драматического театра; среди лучших театральных работ — Тамара и Ольга в спектаклях Товстоногова «Пять вечеров» (первая исполнительница роли Тамары) и «Три сестры».
Кинозрителям актриса известна прежде всего как исполнительница главной роли в фильме Киры Муратовой «Долгие проводы»; за главную женскую роль в фильме Виталия Мельникова «Луной был полон сад» была удостоена ряда кинопремий, в том числе «Ники» и «Золотого овна».

## Биография

### Происхождение
Зинаида Шарко родилась 14 мая 1929 года в Ростове-на-Дону в семье Шарко Максима Алексеевича (1905—1974). С 1934 года Зинаида живёт в городе Туапсе Краснодарского края, куда её отец после окончания школы военизированной пожарной охраны НКВД СССР в городе Ленинграде был направлен на нефтеперегонный завод на должность помощника начальника ведомственной пожарной команды. В 1939 году Зинаида вместе с родителями переехала в город Чебоксары Чувашской АССР, куда её отца по окончании курсов усовершенствования командного состава направили на должность начальника отдела пожарной охраны при НКВД Чувашской АССР. Любовь к театру будущей актрисе привила школьная учительница, она же ещё в предвоенные годы увлекла самодеятельностью. После начала Великой Отечественной войны с детским ансамблем песни и пляски при чебоксарском Доме пионеров Зинаида Шарко участвовала в концертах для раненых в госпиталях. За эти концерты, в общей сложности 900, она была награждена медалью «За доблестный труд в Великой Отечественной войне», которую и 65 лет спустя назовёт самой дорогой из своих наград.

### Путь в БДТ
В 1947-м, окончив с золотой медалью женскую школу № 1 в Чебоксарах, Зинаида Шарко, с детства мечтавшая о Художественном театре, невзирая на протесты родителей («мы думали, из тебя человек получится»), отправилась в Москву поступать в Школу-студию МХАТ. Но, увидев в приёмной секретаршу, позволившую себе в «храме искусства» грызть солёный огурец, юная Шарко в негодовании покинула «осквернённый храм». Годы спустя, в полной мере сознавая наивность и даже несправедливость своей бескомпромиссности в голодном 1947-м, актриса ни о чём не жалела: именно с этого протеста, по свидетельству самой Шарко, началась та цепь счастливых случайностей, которая помогла ей найти «абсолютно своего» режиссёра. Сначала этот протест привёл её в Ленинградский театральный институт, в мастерскую выдающегося театрального педагога Б. В. Зона, который помог своей ученице, мечтавшей стать новой Аллой Тарасовой, обрести собственное лицо. По словам Шарко, Зон из своих учеников растил не только профессионалов, но и людей, помогая им расширять своё «внутреннее пространство», не замыкаться на театре. Среди однокурсниц была Эмма Попова, которую десятилетия спустя Зинаида Шарко назовёт «великой русской актрисой»; и уже в те годы им пришлось соперничать — бороться с переменным успехом за колокольчик, который каждый год вручали лучшему студенту.
В 1950 году Зон направил Шарко, студентку третьего курса, на практику в Ленинградский областной гастрольный театр, что было в те времена в институте скорее исключением, чем правилом. На один из спектаклей с её участием пришла известная в то время эстрадная актриса и режиссёр Лидия Атманаки, искавшая артистов для нового эстрадного театра при Ленконцерте, аналогичного Театру миниатюр А. Райкина, — возможность сыграть восемь разных ролей в одном спектакле («Каждый день» по пьесе В. Полякова) увлекла начинающую актрису, как и перспектива гастролей по всей стране. Меньше всего Шарко, по собственному её признанию, заинтересовало имя режиссёра, ставившего спектакль; но им оказался Георгий Товстоногов, в то время художественный руководитель Ленинградского театра имени Ленинского комсомола. Эта случайная встреча определила дальнейшую судьбу актрисы, хотя и не сразу: пригласив Шарко в свой театр и предложив для начала две интересные роли, Товстоногов позже телеграммой сообщил, что обстоятельства изменились и совместная работа откладывается «до лучших времён». И Шарко в 1952 году приняла приглашение другого выдающегося режиссёра — Николая Акимова, годом раньше возглавившего Театр имени Ленсовета.

#### В театре Акимова
Сотрудничество с Акимовым оказалось недолгим: уже в 1955 году он получил возможность вернуться в любимый Театр Комедии, и тем не менее этот период в биографии Шарко был столь же плодотворным, сколь и успешным: уже в первом спектакле, «Не называя фамилий» (1952), её заметили критики. Недостатка в ролях Шарко не испытывала, но из спектаклей, поставленных главным режиссёром, ей довелось сыграть лишь в одном; на вопрос «почему?» Акимов, по свидетельству актрисы, ответил: «Зиночка, если я попрошу Короткевич встать на голову, она немедленно встанет, а вы непременно спросите: „Почему?“».
Уже в ранних ролях критики отмечали склонность актрисы к эксцентрике, к неожиданным раскрытиям характера, её способность «взрывать» роль изнутри и обнаруживать драматизм в комедийных персонажах. «Многие режиссёры, — писала в 1973 году Т. Марченко, — на опыте узнали — стоит „впустить“ Шарко в спектакль, как она, того и гляди, перевернёт его „вверх дном“». Претензии по этой части были не только у Акимова к Шарко, но и у Шарко к Акимову: «Однажды он всё-таки дал мне роль в своём спектакле. И на первую же репетицию принёс эскиз моего персонажа — картинку, небольшой портретик. Он уже без меня придумал мой характер, как художник, нарисовал его на бумаге, и мне теперь ничего не оставалось, как втиснуть себя в то, что он себе представлял».

### В Большом драматическом

#### С Товстоноговым
В феврале 1956 года Георгий Товстоногов был назначен художественным руководителем Большого драматического театра имени Горького и в том же году, в сентябре, пригласил в БДТ Шарко.

С Ефимом Копеляном в спектакле «Пять вечеров», 1959 год

Независимого и уже поплатившегося за свою независимость Акимова раздражали спектакли, обеспечившие Товстоногову за годы работы в Ленинградском «Ленкоме» благосклонность партийного руководства города: «Из искры…», «Дорогой бессмертия», «Гибель эскадры» и т. д. ; когда Зинаида Шарко сообщила о своём намерении перейти в БДТ, Акимов напутствовал её словами: «Ну что ж, если хочешь всю жизнь ходить под красными знамёнами и петь революционные песни, то иди, благословляю».
Но переход Товстоногова в Большой драматический по времени совпал с началом «оттепели»; от постановок пропагандистского характера никто не освобождал его и в дальнейшем, но не они определяли лицо театра, и десятилетия спустя Зинаида Шарко напутствие Акимова вспоминала с улыбкой: «И я с готовностью встала „под знамёна“. Сначала — володинских „Пяти вечеров“ с их „упадничеством, пессимизмом, копанием в грязном бельишке каких-то ничтожеств“, как утверждала советская пресса, и спела свою „революционную песню“ — „Миленький ты мой“. Потом — „Трёх мешков сорной пшеницы“ с их „антисоветчиной, клеветой на наш строй, искажением исторических фактов, так как всем известно, что в 1947 году в стране не было голода — сложились благоприятные климатические условия, обеспечившие богатый урожай“, и спела свой плач… И наконец — „Римской комедии“, которую зритель не увидел вообще: спектакль был запрещён ещё на генеральной репетиции».
В 1956 году Товстоногов ещё только начинал формировать свою труппу, и тем не менее уже в первом поставленном им спектакле, комедии А. Жери «Шестой этаж», Шарко увидела «шесть замечательных актрис самых разных амплуа». Неопределённость перспектив в такой труппе Шарко не смутила: она нашла своего режиссёра, — который, несмотря на репутацию деспота и диктатора, ценил в актёрах способность к импровизационному поиску и умел сделать их соавторами спектакля. 31 декабря состоялся её дебют на сцене БДТ — в комедии Н. Винникова «Когда цветёт акация».
В первый же год Шарко сыграла 5 ролей, в том числе Мели в «Эзопе» — спектакле, ставшем событием театральной и не только театральной жизни; трудности начались позже. В БДТ у Товстоногова, пишет Е. Горфункель, было несколько «главных» актрис: ещё до его прихода на сцене театра блистала красавица Нина Ольхина, успела ярко заявить о себе и Людмила Макарова, Шарко стала первой актрисой «товстоноговского призыва», но в 1959 году он пригласил Татьяну Доронину, а в 1962-м — Эмму Попову, ведущую актрису Театра имени Комиссаржевской; в 1966 году Доронина покинула БДТ, но пришла Валентина Ковель — яркая характерная актриса. В другом театре любая из них могла быть «примадонной», здесь же приходилось делить и роли, и успех — как в знаменитых товстоноговских «Трёх сёстрах», где Ольгу играла Шарко, Машу — Доронина, Ирину — Попова, а Наташу — Макарова, и каждая из них, по оценкам критиков, сыграла в спектакле одну из лучших своих ролей.
В 70-х годах Шарко постепенно переходила на возрастные роли, и не столько из-за возраста, он был невелик, сколько из-за постоянно обострявшейся конкуренции: в пьесе И. Эркеня «Кошки-мышки» её героиня, Эржебет Орбан, была на 25 лет старше исполнительницы. На смену матерям и тётям — в спектаклях по пьесам «Валентин и Валентина» М. Рощина, «Фантазии Фарятьева» А. Соколовой, «Жестокие игры» А. Арбузова — постепенно приходили бабушки, и в чеховском «Дяде Ване» в 1982 году она уже играла старую няню. По мнению критика, на сцене БДТ Шарко сыграла меньше, чем могла бы сыграть, — но то же самое, считает Владимир Рецептер, можно было сказать о подавляющем большинстве актёров этой слишком богатой яркими индивидуальностями труппы; нередко по этой причине артисты покидали БДТ. В глазах Шарко и неосуществлённые актёрские мечты искупались принадлежностью к «величайшей в мире труппе» «лучшего театра страны», — тридцать три года под руководством Товстоногова актриса называла тридцатью тремя годами счастья.

#### После Товстоногова
Жизнь кончилась в мае 1989-го. Я несколько лет была в прострации. Ощущение конца, чувство, что дальше ничего не будет, и счастья, что это было. Личная драма? Одна закончилась — будет другая, а тут ничего другого быть уже не могло.
23 мая 1989 года не стало Георгия Товстоногова, этот день подвёл черту под «золотым веком» Большого драматического: «…Вместе с Товстоноговым, — пишет Е. Горфункель, — умерло его искусство, его Театр, о котором те, кто его знал, будут говорить в прошедшем времени, утешаясь благодарностью…» Глубокий кризис в конце столетия переживала, по словам А. Смелянского, сама идея «театра-дома», или «театра-храма», — та основополагающая для русского театра XX века идея, с которой был кровно связан товстоноговский БДТ; закончилась «прекрасная, великая эпоха отечественного театра». С началом экономических реформ перед Большим драматическим встал уже вопрос не о лидерстве в театральном процессе, а о простом выживании; на протяжении 15 лет в театре не было главного режиссёра, — спектакли нередко ставили режиссёры случайные. В 2000 году в одном из интервью Зинаида Шарко говорила: «Уже десять лет мы без Товстоногова, и десять лет приходят и уходят режиссёры. Всё упирается в деньги. За постановку востребованный режиссёр получает 15 тысяч долларов. Скажите, зачем ему эта дырка в голове под названием БДТ? Он же не Николай Павлович Акимов, для которого театр был жизнью…» Да и режиссёрам было непросто работать с ветеранами товстоноговской труппы: сравнение оказывалось не в их пользу.
Спектакли, поставленные Товстоноговым или при нём, постепенно сходили со сцены, новых ролей становилось всё меньше. В 2005 году Николай Пинигин поставил «Квартет» Р. Харвуда, в котором уже немолодые артисты — Зинаида Шарко, Алиса Фрейндлих, Олег Басилашвили и Кирилл Лавров (позже его заменил Валерий Ивченко), помнившие лучшие времена БДТ, — играли звёзд оперной сцены, у которых триумфы и блистательные победы остались в прошлом; играли, по словам критика, жизнь «после славы, или после жизни», нарушенную неожиданным предложением исполнить в концерте знаменитый квартет из «Риголетто».
В январе 2006 года спектакль был показан в Москве, в помещении Театра Сатиры. «В финале, — писала в те дни „Независимая газета“, — овация длится минут десять, не меньше. В московском Театре Сатиры подобных аншлагов, говорят, и не помнят». Для Зинаиды Шарко самым прекрасным оказалось другое: «…Когда кричали: „Браво БДТ!“ Не „Браво, Фрейндлих“ или „Браво, Басилашвили“, а именно БДТ».

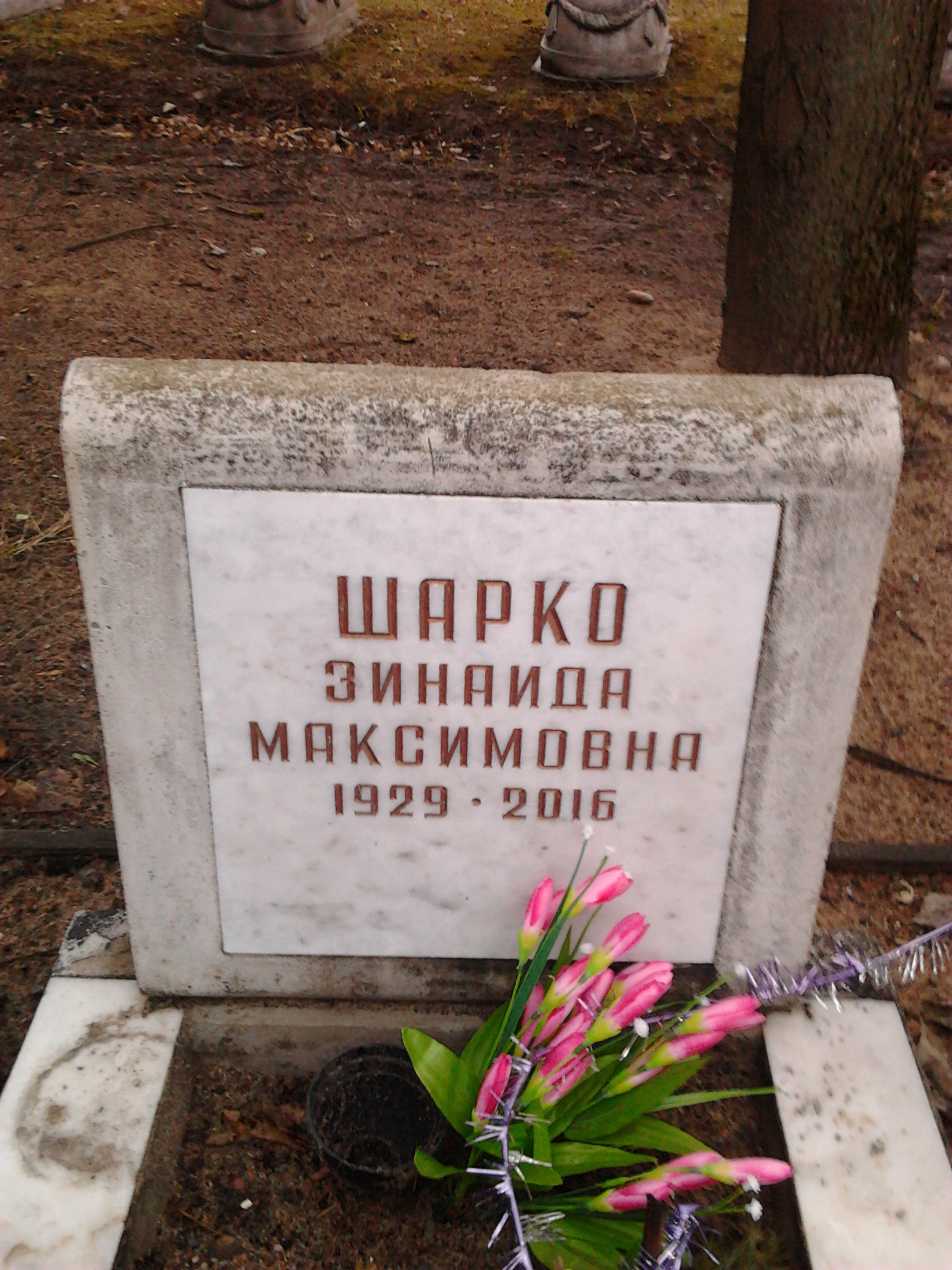
Надгробная плита на могиле З. М. Шарко

Недостаток ролей в родном театре актриса компенсировала участием в антрепризах, выступала на сцене петербургского театра «Приют Комедианта». С антрепризным спектаклем «Старая дева» по пьесе Н. Птушкиной «Пока она умирала», где её партнёршей стала Инна Чурикова, Шарко много и успешно гастролировала в России и за рубежом — в Германии, Канаде, США… Но, как утверждает А. Цыбульская в американском «Вестнике», это был успех не пьесы и не спектакля, а исполнителей главных ролей: «Актёрская игра словно отделяется от драматургии, оставаясь высоко художественной и правдивой … Комедийно-лирические эпизоды актёры сумели расцветить богатством собственного душевного мира, живостью и психологической точностью воображения. Обаянием и глубиной своих индивидуальностей они заполнили, увы, явно картонные клише».
В 2009 году, к юбилею, БДТ преподнёс Зинаиде Шарко подарок: возобновил спектакль «Кошки-мышки» по пьесе И. Эркеня, поставленный Юрием Аксёновым ещё в 1974 году. Эржебет Орбан стала последней её ролью на сцене Большого драматического. В 2014 году были изданы мемуары актрисы — «Мои анкетные данные».
Зинаида Шарко умерла 4 августа 2016 года в Санкт-Петербурге после продолжительной болезни. Похоронена на Большеохтинском кладбище в Санкт-Петербурге. Летом 2022 года на могиле актрисы установили новый памятник с её портретом в авангардном стиле. Автор портрета — актёр и художник Анатолий Гаричев.

## Семья и личная жизнь
Отец — Максим Алексеевич Шарко (1905—1974) Родился в деревне Нижнее Солёное Изюмского уезда Харьковской губернии, был 14-м сыном в семье крестьян. Работать по найму начал с 13 лет у кулаков на хуторе; в 1932 году устроился на работу бойцом пожарной охраны завода Ростсельмаш в городе Ростов-на-Дону. С 1939 по 1974 год проживал в Чебоксарах. Был похоронен на чебоксарском кладбище № 2. 
Муж (1953—1960) — актёр Театра имени Ленинского комсомола и режиссёр Игорь Владимиров; в 1956—1960 годах они служили в одном театре: перейдя в БДТ, Товстоногов взял с собой и Владимирова — в качестве режиссёра-стажёра. 
Шарко играла в спектаклях, поставленных Владимировым в Большом драматическом: «Когда горит сердце» по роману В. Кина «По ту сторону», «В поисках радости» по пьесе В. Розова, «Дали неоглядные» по пьесе Н. Вирты.
Сын — Иван, внуки — Мария и Тимофей. По признанию актрисы, она гордилась тем, что ни сына, ни внуков «не пустила» в актёры: слишком зависимая и потому унизительная профессия.
Фактический муж (1961—1968) Сергей Юрский; вместе они выступали не только на сцене БДТ, составив, в частности, блестящий дуэт в «Божественной комедии» И. В. Штока, но и на концертной эстраде, были непременными участниками популярных в те годы актёрских капустников, которые ставил Александр Белинский.

## Творчество

### Театр

#### «Пять вечеров» и «Божественная комедия»
Это было прекрасное искусство актёров того направления, которое называют искусством переживания… За простенькими разговорами в каждой сцене скрывалась такая боль, такая тоска или такая радость, что невозможно было оставаться спокойным.
В творческой биографии Зинаиды Шарко не было роли, которая в одночасье сделала её знаменитой: известность и признание приходили к ней постепенно, — но была роль, вошедшая в историю советского театра, описанная в учебниках, ставшая откровением, как и сам спектакль — «Пять вечеров» по пьесе Александра Володина, один из тех спектаклей, которые, по словам А. Смелянского, «непререкаемо возвели Товстоногова и его театр в ранг первой сцены страны».
Не все, отмечает Н. Старосельская, в 1959 году задумывались над тем, откуда после 17-летнего отсутствия вернулся герой Ефима Копеляна — Ильин, из каких таких отдалённых мест, и принимали на веру его слова о романтике дальних дорог — спектакль волновал независимо от понимания подтекста, и в первую очередь героиня Шарко: «Сколько же слёз, — пишет критик, — было пролито над её песенкой, в которой одинокая женщина просила „миленького“ взять её в далёкие края… В этих словах была простая история любви и одиночества, определённых вот так сложившимися обстоятельствами. Как у тысяч и тысяч женщин, потерявших своих любимых не только в войну…». А драматург впоследствии говорил, что его Тамару создала Шарко, открывшая в героине и в пьесе в целом нечто такое значительное, чего он и сам не подозревал.
Актриса широкого диапазона, Зинаида Шарко с равным успехом могла выступать в самых разных амплуа; Зон видел в своей ученице прежде всего характерную актрису, и первые её роли, как в Театре им. Ленсовета, так и в БДТ, были преимущественно острохарактерными; сама Шарко боролась за право играть драматические роли, и это право признал за ней Товстоногов, поручив главную роль в «Пяти вечерах». Она всегда была и прекрасной комедийной актрисой, хотя её участие в спектакле любую комедию могло превратить в трагикомедию. Вспоминая, как становилась «под знамёна» в товстоноговском БДТ, Шарко не упомянула спектакль, в котором знамёна реально присутствовали на сцене, — «Божественную комедию» Исидора Штока. Очевидцы описывают этот спектакль как праздник театральности, сравнимый с вахтанговской «Принцессой Турандот», и даже как актёрский капустник, дерзко выпущенный на большую театральную сцену. «Во время первого посещения Богом земли, — пишет Н. Старосельская, — его встречала восторженная толпа со знамёнами, на которых было начертано: „Да здравствует наш великий бог, создатель и друг!“, а появление Господа в окружении „ангелов в штатском“, оттиравших толпу за кулисы, дабы не мешали творцу рассматривать им созданное, — было узнаваемо, злободневно и потому по-настоящему смешно». Зинаида Шарко играла в «Божественной комедии» двух женщин — самую первую, оказавшуюся слишком своенравной, слишком независимой и за то отправленную в небытие, и хитроумную Еву, которая, извлекая уроки из опыта предшественницы, училась лицемерить и управлять Адамом исподволь. «А в весёлую „капустническую“ атмосферу спектакля, — вспоминала Т. Марченко, — вдруг вторгалась пронзительная нотка сожаления о первой — и сразу уничтоженной — человеческой личности».

#### «Три сестры» и легендарный «плач»
Шарко во все времена предпочитала играть современниц и неуютно чувствовала себя в исторических костюмах; но современницами для неё были и Катя Редозубова в «оттепельных» «Варварах» А. М. Горького — девушка, нашедшая в себе силы бежать от деспота-отца в некую не очень определённую «лучшую жизнь», и Ольга в чеховских «Трёх сёстрах», бросившая, по словам критика, вызов жизни, но не нашедшая способа его реально осуществить.
В поисках внутренней свободы она может допустить любое преувеличение. Но стоит ей ощутить равновесие, как рваный рисунок роли становится лаконичным, а резкость сменяется благородной и наполненной сдержанностью
«Три сестры», поставленные Товстоноговым на исходе «оттепели», в 1965 году, стали, по определению А. Смелянского, трагедией всеобщего паралича воли, неспособности к сопротивлению; Шарко играла в этом спектакле «капитана тонущего корабля» (как определил её роль режиссёр), лучше всех сознающего иллюзорность надежд на спасение, но и ответственного — в прочтении Товстоногова — за то, что спасение не состоялось. Критики отмечали, что героини Шарко нередко становились уязвимыми из-за собственной твёрдости и упорства, — что вполне соответствовало характеру самой актрисы; и в «Трёх сёстрах» она оставалась верна себе: её Ольгу, словно закованную в броню — с напряжённо выпрямленной спиной и непреклонно вскинутой головой, надламывали не столько обстоятельства, сколько собственная непреклонность, уровень и масштаб притязаний. «В споре из-за няньки, — писала Т. Марченко, — её Ольга и трагична, и смешна одновременно. Вот она решительно двинулась навстречу Наташе, кажется, вот-вот поставит на место эту зарвавшуюся особу, но… неожиданно свернула, прошла мимо, и язык её лепечет совсем не те, какие следовало бы, слова. Иначе она не может, пресечь чужую наглость ей мешает собственное воспитание, духовная деликатность, утончённость…». В этом жёстком и горьком спектакле роль Ольги требовала от Шарко уже не драматического темперамента и даже не способности раскрывать всю боль и всю тоску «за простенькими разговорами», как в «Пяти вечерах», — здесь режиссёр, по словам К. Л. Рудницкого, «по капельке цедил сценические секунды, прерывал разговоры долгими, содержательными паузами», и у Шарко в этой роли, свидетельствует Т. Марченко, самыми сильными оказались паузы.
На сцене БДТ Зинаида Шарко сыграла немало главных женских ролей, в том числе в спектакле «Сколько лет, сколько зим» по пьесе В. Пановой и в «Четвёртом» К. Симонова, но одной из самых дорогих и самых запомнившихся — тем, кто видел её в полном объёме, — стала небольшая и, как отметил критик, «странная, символическая» роль колхозницы Маньки, специально для неё сочинённая Товстоноговым, в спектакле «Три мешка сорной пшеницы» по повести Владимира Тендрякова. Этот спектакль — о послевоенном голоде в деревне и послевоенных репрессиях — вызвал сильное раздражение у партийных чиновников, Товстоногову с трудом, ценой многочисленных уступок, удалось спасти его, и едва ли не сильнее всего раздражал переворачивавший душу «плач» Маньки (подслушанный Валерием Гаврилиным в русских деревнях) в сцене ареста председателя колхоза, не сдавшего государству, припрятавшего для умирающих от голода колхозников три мешка сорной пшеницы. В конце концов режиссёра заставили удалить Шарко из этой сцены. В своих воспоминаниях актриса рассказывает, как умоляла Товстоногова хотя бы в одном спектакле разрешить ей сыграть роль с плачем: «Если кто-нибудь возникнет, валите на меня, скажите: у меня артистка дура, у неё бывают заскоки с памятью, в конце концов, добавьте, что я на учёте в Бехтеревке». Но, не желая навлекать неприятности на любимого режиссёра, «капризная и упрямая» Шарко за многие годы существования спектакля так ни разу и не нарушила запрет, — слышанный немногими, этот плач стал одной из театральных легенд: иные уже и не помнят, кого именно оплакивала Манька и по какому поводу, но это уже неважно.

### Кинематограф
В кино Зинаида Шарко снималась сравнительно мало — в частности, из-за того, что режиссёры находили её некиногеничной. Кинодебют Шарко состоялся в 1954 году в маленькой, даже не указанной в титрах роли почтовой служащей в фильме «Мы с вами где-то встречались». Такие же эпизодические роли на протяжении 50—60-х годов Шарко сыграла ещё в нескольких фильмах, в том числе продавщицу мороженого в «Старике Хоттабыче». Лишь в 1970 году Кира Муратова предложила ей главную роль в своих «Долгих проводах»; но вышедший на экраны в 1971 году фильм был тут же отправлен на полку на долгие 16 лет; увидеть лучшую работу Шарко тогда успели лишь очень немногие. Но ещё в 1973 году критик Т. Марченко отмечала: «Шарко, в пределах отведённого ей сценарного материала, играла удивительно тонко. Она раскрывала характер слабый — и по-детски непосредственный, склонный к фантазиям и неожиданным поступкам, душевно уязвимый и отчаянно бесшабашный, открытый и закрытый одновременно. Порой кажется, что она моложе своего сына-подростка, порой отчётливо видно, какие глубокие борозды оставила на её лице и душе жизнь…» Схожими оказались не только характеры героини и актрисы — Кира Муратова назвала Шарко капризной, упрямой, взбалмошной и нелепой, — но и жизненные ситуации: как раз в это время сын Ваня потянулся к отцу. «Когда в перерывах между съёмками приезжала домой, — вспоминала Шарко, — и у нас возникали скандалы, он был убеждён, что я на нём репетирую, хотя это было чудовищное совпадение».
Несмотря на некиногеничность, с середины 70-х годов Зинаиду Шарко постоянно приглашали в кино, правда, преимущественно на небольшие роли; после «Долгих проводов» наиболее значительной работой стала ещё одна нелепая и несчастная мать — в фильме Ильи Авербаха «Фантазии Фарятьева» (на сцене БДТ, в спектакле, поставленном Сергеем Юрским, Шарко в это время играла тётю Фарятьева). Сергей Урсуляк, работавший с Шарко в фильме «Сочинение ко Дню Победы», её проблему определил иначе: слишком яркая индивидуальность, «Зинаида Максимовна заполняет пространство собой».
Успех в кинематографе к актрисе неожиданно пришёл в 2000 году, с выходом на экраны фильма Виталия Мельникова «Луной был полон сад». Правда, сам фильм понравился не всем: «Конечно, — писала Н. Сиривля в журнале „Искусство кино“, — в фильме привлекает игра трёх незаурядных, может быть, великих актёров: З. Шарко, Н. Волкова и Л. Дурова. Каждый из них ведёт свою партию замечательно. Но на Волкова и Шарко порознь смотреть интереснее, в любовных сценах, построенных как набор лирических штампов, им неуютно и тесновато. Кажется, что любовная история для них — некоторая условность, формальный повод поведать с экрана не столько о „свойствах страсти“, сколько о чём-то совершенно ином». Тем не менее за главную женскую роль в этом фильме Зинаида Шарко удостоилась целого ряда кинопремий, в том числе «Ники» (лучшая женская роль, 2001) и «Золотого овна» (лучшая актёрская работа, 2000); актёрский ансамбль в этом фильме был отмечен и специальным призом XXII Московского кинофестиваля.

### Театральные работы
Ленинградский областной гастрольный театр
- 1951 — «Ночь ошибок» О. Голдсмита[51]

Театр эстрады Л. Атманаки
- 1951 — «Наш день» В. Полякова. Постановка Г. А. Товстоногова[51]

Театр имени Ленсовета
- 1952 — «Весна в Москве» В. Гусева; постановка Н. Акимова — Надя Коврова[51].
- 1953 — «Иначе жить нельзя» А. Софронова; постановка Н. Бромлей — Секретарь[51].
- 1953 — «Любовь на рассвете» Я. Галана; постановка Н. Бромлей — Параска[51].
- 1953 — «Не называя фамилий» В. Минко; постановка П. Вейсбрем — Поэма[51].
- 1953 — «Европейская хроника» А. Н. Арбузова; постановка Н. Акимова — Посетительница ресторана[51].
- 1953 — «Хорошая песня» П. Когоута; постановка Н. Акимова — Владка[51].
- 1954 — «Дуэль» по А. Чехову; постановка Н. Брамлей — Надежда Фёдоровна[51].
- 1955 — «До новых встреч» А. Гладкова; постановка О. Ремез — Люся Иванова[9].
- 1955 — «Европейская хроника» А. Н. Арбузова — Дагни[51].
- 1956 — «Только правда» Ж.-П. Сартра; постановка О. Ремез — Вероника[52].

Большой драматический театр им. Горького
- 1956 — «Когда цветёт акация» Н. Г. Винникова; постановка Г. А. Товстоногова — Раиса Ковригина
- 1957 — «Эзоп („Лиса и виноград“)» Г. Фигейредо; постановка Г. А. Товстоногова — Мели[52].
- 1957 — «Достигаев и другие» М. Горького; постановка Н. А. Рашевской (возобновление) — Шура Булычова.
- 1957 — «Когда горит сердце», по роману В. П. Кина «По ту сторону»; постановка И. П. Владимирова— Варя.
- 1957 — «В поисках радости» В. С. Розова; постановка И. П. Владимирова — Леночка.
- 1958 — «Дали неоглядные» Н. Е. Вирты; постановка Р. А. Сироты и И. П. Владимирова — Настя.
- 1959 — «Пять вечеров» А. М. Володина; постановка Г. А. Товстоногова — Тамара (первая исполнительница роли).
- 1959 — «Варвары» М. Горького; постановка Г. А. Товстоногова — Катя Редозубова.
- 1959 — «Иркутская история» А. Н. Арбузова; постановка Г. А. Товстоногова — Зинка[52].
- 1960 — «Верю в тебя» В. Н. Коростылёва; постановка Р. А. Сироты — Ирина.
- 1961 — «Не склонившие головы» Н. Дугласа, Г. Смита; постановка Г. А. Товстоногова — Женщина.
- 1961 — «Четвёртый» К. М. Симонова; постановка Г. А. Товстоногова — Женщина, которую он любил.
- 1961 — «Моя старшая сестра» А. М. Володина; постановка Г. А. Товстоногова — Шура.
- 1962 — «Божественная комедия» И. В. Штока; постановка Г. А. Товстоногова — Женщина и Ева.
- 1962 — «Снежная королева» Е. Л. Шварца; постановка М. Л. Рехельса — Маленькая разбойница.
- 1963 — «Перед ужином» В. С. Розова; постановка Г. А. Товстоногова — Эмма Константиновна[53].
- 1963 — «Карьера Артуро Уи» Б. Брехта; постановка Э. Аксера — Докдейзи.
- 1964 — «Ещё раз про любовь» Э. Радзинского; постановка Ю. Е. Аксёнова — Галя Острецова.
- 1965 — «Три сестры» А. П. Чехова; постановка Г. А. Товстоногова — Ольга.
- 1965 — «Римская комедия» Л. Зорина; постановка Г. А. Товстоногова — Фульвия.
- 1966 — «Идиот» по Ф. М. Достоевскому; постановка Г. А. Товстоногова (вторая редакция) — Варя Иволгина.
- 1966 — «Сколько лет, сколько зим!» В. Пановой; постановка Г. А. Товстоногова — Ольга Шеметова.
- 1966 — «Традиционный сбор» В. Розова; постановка Г. А. Товстоногова — Лиза Хренова.
- 1967 — «Правду! Ничего кроме правды!» Д. Н. Аля; постановка Г. А. Товстоногова — Луиза Брайант[комм. 1].
- 1969 — «Король Генрих IV» У. Шекспира; постановка Г. А. Товстоногова — Молва.
- 1969 — «С вечера до полудня» В. С. Розова; постановка Г. А. Товстоногова — Нина.
- 1971 — «Валентин и Валентина» М. М. Рощина; постановка А. Г. Товстоногова — Мать Валентины.
- 1974 — «Кошки-мышки» И. Эркеня; постановка Ю. Е. Аксёнова — Эржебет Орбан.
- 1974 — «Три мешка сорной пшеницы» В. Ф. Тендрякова; постановка Г. А. Товстоногова — Манька.
- 1976 — «Дачники» А. М. Горького; постановка Г. А. Товстоногова — Калерия, Ольга Алексеева.
- 1976 — «Фантазии Фарятьева» А. Соколовой; постановка С. Ю. Юрского — Тётя Фарятьева.
- 1977 — «Последний срок» В. Распутина; постановка Е. А. Лебедева — Анна.
- 1978 — «Жестокие игры» А. Н. Арбузова; постановка Ю. Аксёнова; руководитель постановки Г. А. Товстоногов — Мать Нели.
- 1978 — «Телевизионные помехи» К. Сакони; постановка Е. М. Арье — Жена Бодога.
- 1979 — «Наш городок» Т. Уайлдера; постановка Э. Аксера — Миссис Джиббс.
- 1982 — «Дядя Ваня» А. П. Чехова; постановка Г. А. Товстоногова — Марина, старая няня[54].
- 1982 — «Мачеха Саманишвили» Д. Кладиашвили; постановка Г. А. Товстоногова — Элене[54].
- 1983 — «Кафедра» В. В. Врублевской; постановка М. Резниковича — Панченко.
- 1984 — «Порог» А. А. Дударева; постановка Г. С. Егорова — Мать.
- 1987 — «Жанна» А. Л. Галина; постановка Г. С. Мая — Сверчкова Светлана Васильевна.
- 1992 — «Дворянское гнездо» И. С. Тургенева; постановка М. Ю. Резниковича — Пестова Марфа Тимофеевна.
- 1992 — «Истинный Запад» С. Шепарда; постановка В. Каминского — Ма[54].
- 1996 — «Антигона» Ж. Ануя; постановка Т. Чхеидзе — Кормилица.
- 1997 — «Кадриль» В. П. Гуркина; постановка А. Максимова — Лида Звягинцева.
- 2005 — «Квартет» Р. Харвуда; постановка Н. Пинигина — Сессилия Робсон.
- 2009 — «Кошки-мышки» И. Эркеня; постановка Ю. Е. Аксёнова (возобновление) — Эржебет Орбан[4].

Другие театры
- 1994 — «Жить можно» (моноспектакль) (Антреприза «Мастера петербургской сцены»)[3].
- 1994 — «Очам души твоей» («Приют Комедианта»)[55].
- 1994 — «Владимирская площадь» Л. Разумовской; («Приют Комедианта»)[54].
- 1997 — «Она бросает вызов», по пьесе Д. Маррелла «Смех лангусты» («Мемуары»); постановка В. Минкова — Сара Бернар («Приют Комедианта»)[3].
- 1998 — «Старая дева», по пьесе Н. Птушкиной «Пока она умирала»; постановка Б. Мильграма — Софья Ивановна (Антреприза)[17].
- 1999 — «О вы, которые любили…»; постановка Г. Тростянецкого — Цыганка Таня (Пушкинский театральный центр, Дом Кочневой)[56].
- 2000 — «Голу́бки», по пьесе П. Вогил «Древнейшая профессия»; постановка В. Долгачёва — Майя («ТеатрДом»).
- 2000 — «Три высокие женщины» Э. Олби (Антреприза)[54].
- 2004 — «Мой драгоценный клад», по пьесе В. Вербина «Марш энтузиастов»; постановка Б. Мильграма — главная женская роль («ТеатрДом»)[57].

### Телеспектакли и фильмы-спектакли
- 1959 — «Достигаев и другие» (фильм-спектакль), Ленфильм; постановка Ю. Музыканта, Н. А. Рашевской — Шура[58][59].
- 1963 — «Кюхля», по роману Ю. Тынянова (телеспектакль); постановка Александра Белинского — княгиня Трубецкая.
- 1965 — «Страх и отчаяние в Третьей империи» Б. Брехта (телеспектакль); постановка Давида Карасика — фрау Фурке, знакомая четы Климбч, мать Клауса Генриха.
- 1965 — «Римские рассказы» (телеспектакль); по новеллам А. Моравиа; постановка Льва Цуцульковского — дочь Мелени.
- 1967 — «Волшебник страны Оз» (телеспектакль) — Флебби[60].
- 1968 — «Аглая», по роману Ю. Германа «Дорогой мой человек» (телеспектакль) — Алевтина[61].
- 1969 — «Машенька» А. Афиногенова (телеспектакль); постановка Ивана Рассомахина.
- 1972 — «31-й отдел» (телеспектакль); постановка Юрия Аксенова — бывший художественный редактор.
- 1981 — «Самоубийство» (телеспектакль); постановка Ивана Рассомахина[62].
- 1983 — «Оловянные кольца» (телеспектакль); постановка Глеба Селянина — королева Януария[62].
- 1985 — «Криминальный талант» (телеспектакль); постановка Ирины Сорокиной[62].
- 1986 — «Дядя Ваня» (фильм-спектакль), Лентелефильм; постановка Георгия Товстоногова — Марина, старая няня[63].
- 1992 — «Ричард II» (телеспектакль); постановка Евгения Злобина[62].
- 1998 — «Она бросает вызов» (фильм-спектакль) — Сара Бернар[62].
- 2002 — «Три высокие женщины» (фильм-спектакль) — А[64].
- 2009 — «Кошки-мышки» (фильм-спектакль) — Эржебет Орбан[64].

### Фильмография
| Год  |     | Название                           | Роль                                |
| ---- | --- | ---------------------------------- | ----------------------------------- |
| 1954 | ф   | Мы с вами где-то встречались       | почтовая служащая (эпизод)          |
| 1956 | ф   | Дорога правды                      | эпизод                              |
| 1956 | ф   | Старик Хоттабыч                    | продавщица мороженого (эпизод)      |
| 1957 | ф   | Рядом с нами                       | телеграфистка (эпизод)              |
| 1957 | ф   | Счастье в витрине                  | эпизод                              |
| 1966 | тф  | Театральные встречи в БДТ в Москве | телефильм                           |
| 1971 | ф   | Долгие проводы                     | Евгения Васильевна Устинова         |
| 1974 | ф   | День приёма по личным вопросам     | Софья Михайловна                    |
| 1975 | ф   | Полковник в отставке               | Анастасия Петровна                  |
| 1975 | ф   | Чужие письма                       | Ангелина Григорьевна Егорова        |
| 1976 | ф   | Любовь с первого взгляда           | эпизод                              |
| 1976 | ф   | Всегда со мною…                    | Нина Романовна                      |
| 1977 | мтф | Собака на сене                     | Анарда                              |
| 1977 | ф   | Нос                                | штабс-офицерша Подточина            |
| 1977 | ф   | Прыжок с крыши                     | бабушка Ксюши, соседка              |
| 1978 | ф   | Случайные пассажиры                | Камелия Николаевна                  |
| 1979 | ф   | Осенняя история                    | Надежда Романовна, инспектор ГорОНО |
| 1979 | ф   | Сегодня и завтра                   | санитарный врач                     |
| 1979 | мтф | Фантазии Фарятьева                 | мать сестёр                         |
| 1980 | ф   | Сергей Иванович уходит на пенсию   | Ксения                              |
| 1982 | ф   | Пространство для манёвра           | Анна Аркадьевна                     |
| 1982 | ф   | Формула памяти                     | Вера Алексеевна Светлова            |
| 1983 | ф   | Уникум                             | мать Павлика                        |
| 1985 | ф   | Я тебя помню                       | Ася, мать Кима и Марата             |

| Год  |     | Название                                         | Роль                                                                              |
| ---- | --- | ------------------------------------------------ | --------------------------------------------------------------------------------- |
| 1986 | тф  | БДТ 30 лет спустя                                | телефильм                                                                         |
| 1988 | ф   | Полёт птицы                                      | Ираида Степановна                                                                 |
| 1990 | ф   | Короткая игра                                    | мать Валеры Дьякова                                                               |
| 1991 | ф   | Арифметика убийства                              | Варвара Петровна                                                                  |
| 1992 | ф   | Ангелы в раю                                     | Имя персонажа не указано                                                          |
| 1992 | ф   | Рин. Легенда об иконе                            | Аполлония, игуменья                                                               |
| 1993 | кор | Кинфия                                           | Имя персонажа не указано                                                          |
| 1997 | ф   | Цирк сгорел, и клоуны разбежались                | Зоя Васильевна                                                                    |
| 1998 | ф   | Сочинение ко Дню Победы                          | Нина                                                                              |
| 1999 | с   | Агент национальной безопасности-1 (Доктор Фауст) | Людмила Григорьевна Петрашкуль                                                    |
| 2000 | тф  | Бандитский Петербург. Фильм 2. Адвокат           | Евдокия Андреевна Кузнецова (Баба Дуся), уборщица, бывший следователь прокуратуры |
| 2000 | ф   | Луной был полон сад                              | Вера Андреевна                                                                    |
| 2001 | ф   | Механическая сюита                               | мать Плюгановского                                                                |
| 2003 | ф   | Театральный роман                                | Настасья Ивановна Колдыбаева                                                      |
| 2003 | с   | Русские амазонки 2                               | Ольга Сергеевна                                                                   |
| 2003 | ф   | Линии судьбы                                     | баба Нюра                                                                         |
| 2004 | ф   | Дурная привычка                                  | тётя Клава                                                                        |
| 2005 | ф   | Дунечка                                          | бабушка Дунечки                                                                   |
| 2005 | с   | Пари                                             | Татьяна Алексеевна Кузина                                                         |
| 2006 | док | Печальный марафон                                | Имя персонажа не указано                                                          |
| 2007 | с   | Сонька — Золотая Ручка                           | Манька Портовая                                                                   |
| 2009 | ф   | Дилер (Старуха на обочине)                       | Ефросинья Семёновна                                                               |
| 2013 | ф   | За кефиром                                       | Имя персонажа не указано                                                          |

## Награды

### Государственные награды
- Медаль «За доблестный труд в Великой Отечественной войне 1941—1945 гг.»[5] (1945)
- Заслуженная артистка РСФСР (8 марта 1960)
- Народная артистка РСФСР (22 апреля 1980)[3]
- Орден Дружбы (13 февраля 2004) — за большой вклад в развитие отечественного театрального искусства[65].
- Орден Почёта (5 февраля 2009) — за большой вклад в развитие отечественного театрального искусства и многолетнюю плодотворную деятельность[66]

### Награды профессиональных организаций
- Международная премия имени К. С. Станиславского «За вклад в театральное искусство» (1997, учредитель награды — Международный фонд имени Станиславского)[4].
- Премия «Кумир» в номинации «лучшая актриса» (1998, учредитель премии — Благотворительный фонд «Премия Кумир»)[3]
- Приз «Бриллиантовая роза» за лучшую женскую роль на ОРКФ «Кинотавр» в Сочи (1998) — за роли в фильмах «Сочинение ко Дню Победы» и «Цирк сгорел, и клоуны разбежались»[3]
- Приз «За верность идеалу в искусстве» кинофестиваля «Виват кино России!» в Санкт-Петербурге (1999, проведение Фестиваля координирует СПб ГБУК «Петербург-кино»)[3]
- Национальная премия кинокритики и кинопрессы России «Золотой овен» за лучшую актёрскую работу (2000) — за главную женскую роль в фильме «Луной был полон сад»[4]
- Приз за лучшую главную женскую роль кинофестиваля «Созвездие» (2000, фестиваль проводится Гильдией актёров кино России) — за фильм «Луной был полон сад»[3]
- Приз за лучшую женскую роль МКФ «Лістапад» в Минске (2000) — за фильм «Луной был полон сад»[3]
- Приз за лучшую женскую роль ОКФ «Киношок» в Анапе (2000) — за фильм «Луной был полон сад»[3]
- Премия Ника за лучшую женскую роль (2001) — за фильм «Луной был полон сад»[4]
- Высшая театральная премия Санкт-Петербурга «Золотой софит» (2001, 2006)[4]
- Художественная премия «Петрополь» «За поэтический рисунок ролей в театре и кино последних лет» (2002)[3]
- Художественная премия им. Александра Володина (2004, премию присуждает общественное жюри, в которое входят «Санкт-Петербургский театральный журнал», альманах «Петрополь», театр «Остров»)[3].
- Национальная премия имени Е. А. Лебедева «За выдающийся вклад в развитие русского национального театрального искусства» (2008, премия учреждена по инициативе Санкт-Петербургского общественного Благотворительного фонда «БДТ» имени К. Ю. Лаврова)[4]
- Специальная премия «Золотая маска» «За выдающийся вклад в развитие театрального искусства» (2013)[4]

## Комментарии
1. ↑  Существует видеозапись спектакля